# Раевский, Георгий Авдеевич
Георгий Авдеевич Раевский (настоящая фамилия Оцуп; 29 декабря 1897, Царское Село — 19 февраля 1963, Штутгарт) — русский поэт и прозаик, автор статей о театре.

## Биография
Родился в семье купца Авдия Мордуховича Оцупа (Авдея Марковича, 1858—1907) и Рахили Соломоновны Зандлер (Сандлер, в быту Елизаветы Семёновны и Алексеевны; 1864, Рига — 1936, Берлин), переселившихся в Петербург из Острова в середине 1880-х годов и не позднее 1889 года — в Царское Село. Дед был владельцем лавки скобяных изделий, конской упряжи, стекла, смолы и нефти в Острове. В Царском Селе семья жила в доме Мясникова на Церковной улице, потом в Торговом переулке, 4 (дом барона Штемпеля).
Окончил Николаевскую (Царскосельскую гимназию), в 1916 поступил на медицинское отделение физико-математического факультета Петроградского университета. После окончания первого курса перевёлся в Женский медицинский институт, в котором проучился до 1920 года. Жил с матерью и братьями на Серпуховской улице, дом 7.
Эмигрировал в Париж, стал одним из создателей образованной в 1926 группы «Перекрёсток» (вместе с Ю. Терапиано, В. Смоленским, Д. Кнутом и Ю. Мандельштамом). С 1949 г входил в состав редколлегии издательства «Рифма». Первым браком был женат на художнице и журналистке Софии Александровне Оцуп-Раевской (1907—?).
Любимыми поэтами были Пушкин, Тютчев, Анненский, Блок. Прекрасно владея немецким языком, хорошо знал немецкую литературу, его кумиром был Гёте.
Чтобы его не путали с братом, в качестве псевдонима он взял фамилию друга Пушкина Николая Раевского. Писал стихи, рассказы, статьи о музыке, пародии и эпиграммы.
Был другом матери Марии (в миру Елизавета Юрьевна Скобцова, урождённая Пиленко). Она спасала Георгия Оцупа с женой от депортации евреев во время оккупации Франции немецкими войсками.
У Георгия Оцупа и его второй жены Иоханны фон Метт родились две дочери.
Умер во время поездки в Германию в Штутгарте.

## Семья
- Брат — Сергей Авдеевич Оцуп (1886—1974), военный инженер, немецкий и испанский кинопродюсер, коллекционер икон, меценат; муж звезды немого кино Александры Зориной.
  - Племянник — Педро Оцуп (исп. Pedro Otzoup, 1918—2000), испанский архитектор, построивший немало особняков на острове Майорка (Cala Fornells[нем.]).
- Брат — Николай Авдеевич Оцуп, поэт и издатель.
- Брат — Александр-Марк Авдеевич Оцуп (1882—1948), горный инженер и поэт, публиковавшийся под псевдонимом Сергей Горный.
  - Племянница — канадский балетмейстер Людмила Ширяева.
- Брат — Павел Авдеевич Оцуп (1891—1920), филолог-санскритолог.
- Брат — Михаил Авдеевич Оцуп (псевдоним Снарский, 1887—1959), журналист и фоторепортёр.
- Сёстры — Евгения (в замужестве Файнман, 1889—1942, убита с семьёй в Рижском гетто) и Надежда Оцуп (1901—1958), врач, с 1937 года находилась в лагерях и ссылке[9].
- Двоюродные братья — фотографы Хацкель Абелевич (Александр Адольфович) Оцуп (1878—1920), Пётр Адольфович Оцуп (1883—1963) и Иосиф Адольфович Оцуп (1875—1934).
- Дядя — психиатр Макс Левинович Шенфельд[3].

## Сочинения
- Строфы, Париж. Изд. Я. Повалоцкого и Ко., 1928
- Новые стихотворения, Париж, Дом книги, 1946
- Третья книга. Стихи, Париж, Рифма, 1953
- Одинокий прохожий: Стихотворения // Рудня-Смоленск: Мнемозина, 2010. — 268 стр. (Серия «Серебряный пепел»).
- Николаю. Стихотворение на смерть брата. 1959 12 января. (рукопись, частное собрание Оцупа Р. Р.)
- Разрыв по вертикали.(рукопись, частное собрание Оцупа Р. Р.)
- Иов// Менора. 2000, № 2.
- Строфы века. Антология русской поэзии. Составитель Е. Евтушенко. Изд. Полифакт. М., 1999.